# Arbogne
Die Arbogne ist ein rund 31 Kilometer langer rechter Nebenfluss der Broye. Sie befindet sich überwiegend im Schweizer Kanton Freiburg, fliesst aber auf kurzen Strecken auch im Kantonsgebiet der Waadt. 

## Name
Erstmals erwähnt wird die Arbogne 1320 unter dem Namen Arbonnia. Danach erschienen die Schreibweisen Arbognez, Arbognyez (1399), und noch von 1906 ist die Bezeichnung Erbogne überliefert.

## Geographie

### Verlauf
Das Quellgebiet der Arbogne liegt auf rund 800 m ü. M. nordöstlich von Romont auf einem waldigen Höhenrücken zwischen den Tälern der Broye im Nordwesten und der Glâne im Südosten. Als kleines Rinnsal fliesst die Arbogne nach Nordosten auf einem nur wenig reliefierten Hochplateau, dessen Landschaftsstrukturen durch die Überprägung und die Moränenablagerungen des eiszeitlichen Rhonegletschers vorgegeben sind.
Nach rund 7 km Laufstrecke senkt sich der Bach allmählich mit einem Kerbtal in die Molasseschichten des Freiburger Mittellandes ein. Westlich der Ortschaft Noréaz beschreibt die Arbogne einen scharfen Knick und fliesst nun in einem bewaldeten Tal nach Nordwesten, wobei sie rund 100 m in die umgebenden Molassehügel eingeschnitten ist. Beim Ortsteil Cousset der Gemeinde Montagny (FR) öffnet sich das Arbogne-Tal zu einer breiten, landwirtschaftlich genutzten Talmulde.
Die Arbogne tritt jetzt auf das Waadtländer Kantonsgebiet über und erreicht bei Corcelles-près-Payerne auf einer Höhe von 454 m ü. M. den südlichen Rand der Broyeebene. Hier zeichnet der Bachlauf erneut einen scharfen Bogen, um die restlichen 10 km insgesamt wieder in nordöstliche Richtungen zu fliessen. In ihrem Unterlauf verläuft die Arbogne stets in der Nähe des südlichen Randes der landwirtschaftlich intensiv genutzten Broyeebene, mehr oder weniger parallel zur Broye. Im Bereich von Domdidier übernimmt sie abschnittsweise das Bachbett der ehemaligen Broye. Aufgrund des komplizierten Verlaufs der Kantonsgrenzen im Broyetal wechselt die Arbogne mehrmals die Hoheitsgebiete der Kantone Waadt und Freiburg. Etwa 1,5 km südwestlich des Murtensees mündet die Arbogne auf 432 m ü. M. in die kanalisierte Broye.

### Einzugsgebiet
Das Einzugsgebiet der Arbogne ist 72,17 km² gross und wird durch sie über die Broye, die Aare und den Rhein zur Nordsee entwässert. Es besteht zu 25,6 % aus bestockter Fläche, zu 66,5 % aus Landwirtschaftsfläche, zu 7,5 % aus Siedlungsfläche und zu 0,3 % aus sonstigen Flächen.
Flächenverteilung
Die mittlere Höhe des Einzugsgebietes beträgt 594 m ü. M., die minimale Höhe liegt bei 429 m ü. M. und die maximale Höhe bei 814 m ü. M.

### Zuflüsse

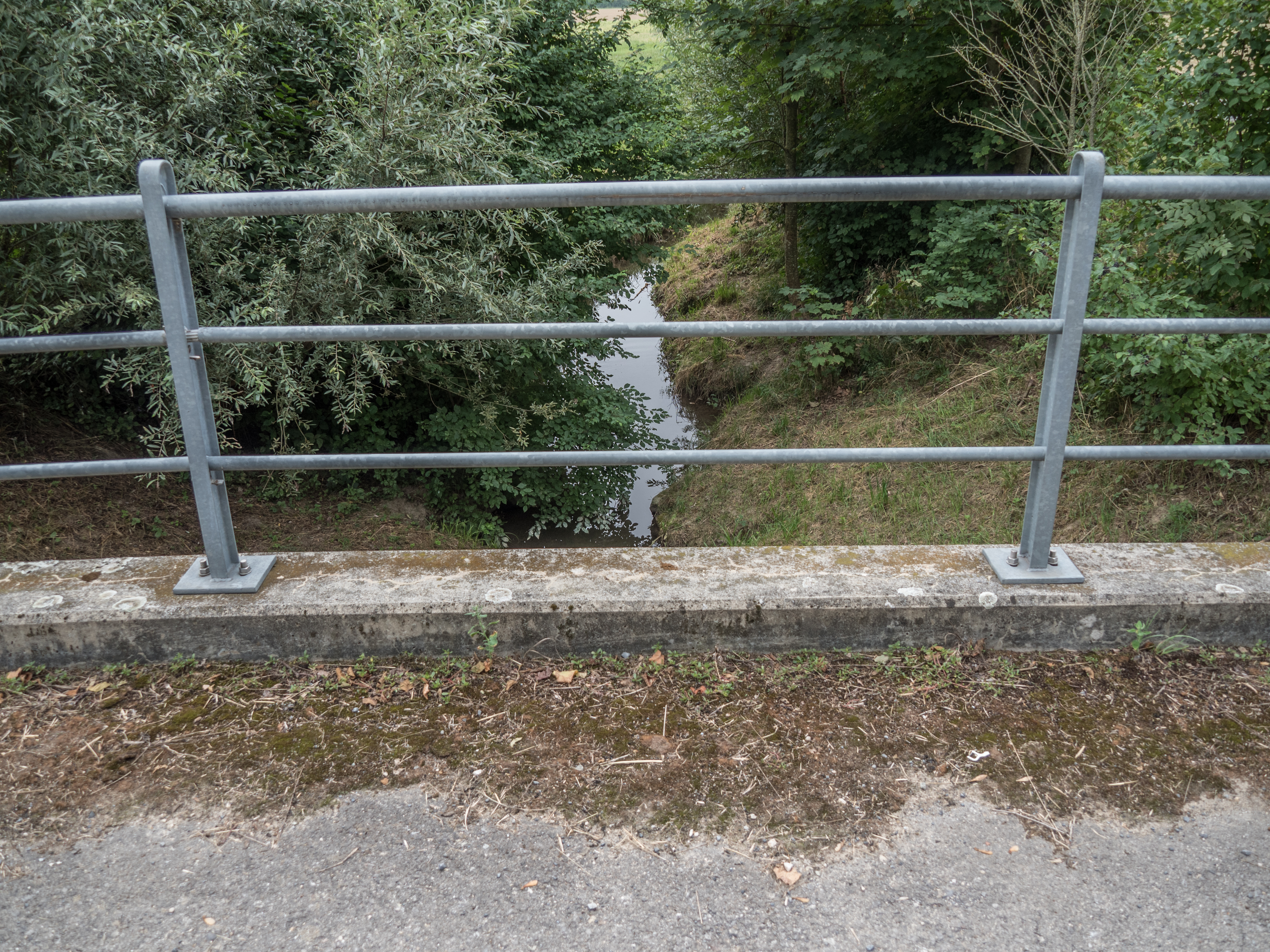
Ruisseau de Coppet bei Avenches

Die Arbogne besitzt eine Reihe kurzer Seitenbäche. Der längste Zufluss ist mit 6 km der Ruisseau de Coppet (La Longeaigue), der nahe bei Avenches mündet.
- L'Arbogne[4] (CH0008050000) (rechts), 3,1 km, 1,6 km²
- L'Arbogne d'Amont (CH3510880000) (rechts), 2,1 km, 4,66 km², 0,06 m³/s
- L'Arbogne[4] (CH0057760000)  (rechts), 3,8 km, 5,87 km², 0,08 m³/s
- Ruisseau de Grandsivaz (links), 1,0 km, 1,71 km²
- Ruisseau du Focho (rechts), 0,7 km, 1,03 km²
- Le Chanaley (rechts), 0,5 km
- Ruisseau de Charbonneires (links), 0,9 km, 1,31 km²
- Ruisseau des Pelons (links), 3,3 km, 3,29 km²
- Riau des Chaudeires (rechts), 4,3 km, 5,58 km², 0,06 m³/s
- Ruisseau du Brêt (Ruisseau du Bre) (rechts), 0,5 km
- Ruisseau de Pra Laurent (links), 1,9 km, 1,6 km²
- Ruisseau du Creux (rechts), 3,1 km, 2,82 km²
- Ruisseau de Merdasson (rechts), 1,3 km, 2,82 km²
- Le Motélon (links), 3,8 km, 6,16 km²
- Ruisseau du Saut (rechts), 1,7 km
- Ruisseau du Maupas (rechts), 0,7 km
- Ruisseau de l'Hôpital (rechts), 4,3 km, 6,97 km², 0,08  m³/s
- Ruisseau de Lussy (rechts)
- Ruisseau de Coppet (La Longeaigue) (rechts), 6,0 km, 6,26 km²

## Hydrologie
An der Mündung der Arbogne in die Broye beträgt ihre modellierte mittlere Abflussmenge (MQ) 0,83 m³/s, und ihr Abflussregimetyp ist pluvial inférieur.
Der  modellierte monatliche mittlere Abfluss (MQ) der Arbogne in m³/s

## Charakter
Oberlauf und Mittellauf der Arbogne befinden sich noch heute in naturnahem, teilweise natürlichem Zustand. Der Abschnitt in der Broyeebene ist jedoch kanalisiert und auf weiten Strecken begradigt.

## Nutzung

### Die Wasserleitung
Zur Römerzeit, im 1. Jahrhundert n. Chr., wurde ein Teil des Wassers aus dem Arbognetal abgeleitet und durch eine 15 Kilometer lange Wasserleitung mit einem Aquädukt nach Aventicum (Avenches) geführt. In einem Seitental der Arbogne, nahe der Mühle von Prez, entspringen mehrere Quellen. Eine trägt den Namen «Bonnefontaine». Sie hat einen ziemlich regelmässigen Ausstoss von etwa 1000 Liter pro Minute. Die Wasserleitung von Bonnefontaine hat ein durchschnittliches Gefälle von 2,12 %. Das Wasser weist eine konstante Temperatur von ca. 10 Grad Celsius auf und hat eine ähnliche gute Beschaffenheit wie jenes der Henniez-Quellen, die in der Nähe von Payerne liegen.
Die Wasserleitung folgte zunächst dem Lauf der Arbogne und verlief dann nordwärts in Richtung Avenches. Zwei Kilometer vor Avenches verlieren sich ihre Spuren. Im Jahre 1962 wurde die Leitung bei Erdarbeiten südlich der Mühle von Arbognes durchschnitten. Das in schlammigen Boden eingelassene Kanalrohr (lat. specus) war vollständig erhalten. Die Wände des Innenrohres sind mit sorgfältig geglättetem Ziegelmörtel verputzt. Oben wird der Wasserkanal von einer Tuffsteindecke abgeschlossen. Der heute freigelegte Abschnitt der Leitung befindet sich links des Wegs, der zur Mühle von Prez führt.

### Mühlen
Seit dem Mittelalter wurden entlang dem Bachlauf verschiedene Mühlen und Sägereien betrieben.

### Bewässerung
Heute wird Wasser aus der Arbogne für die Bewässerung der Kulturen in der Broyeebene verwendet.

## Brücken

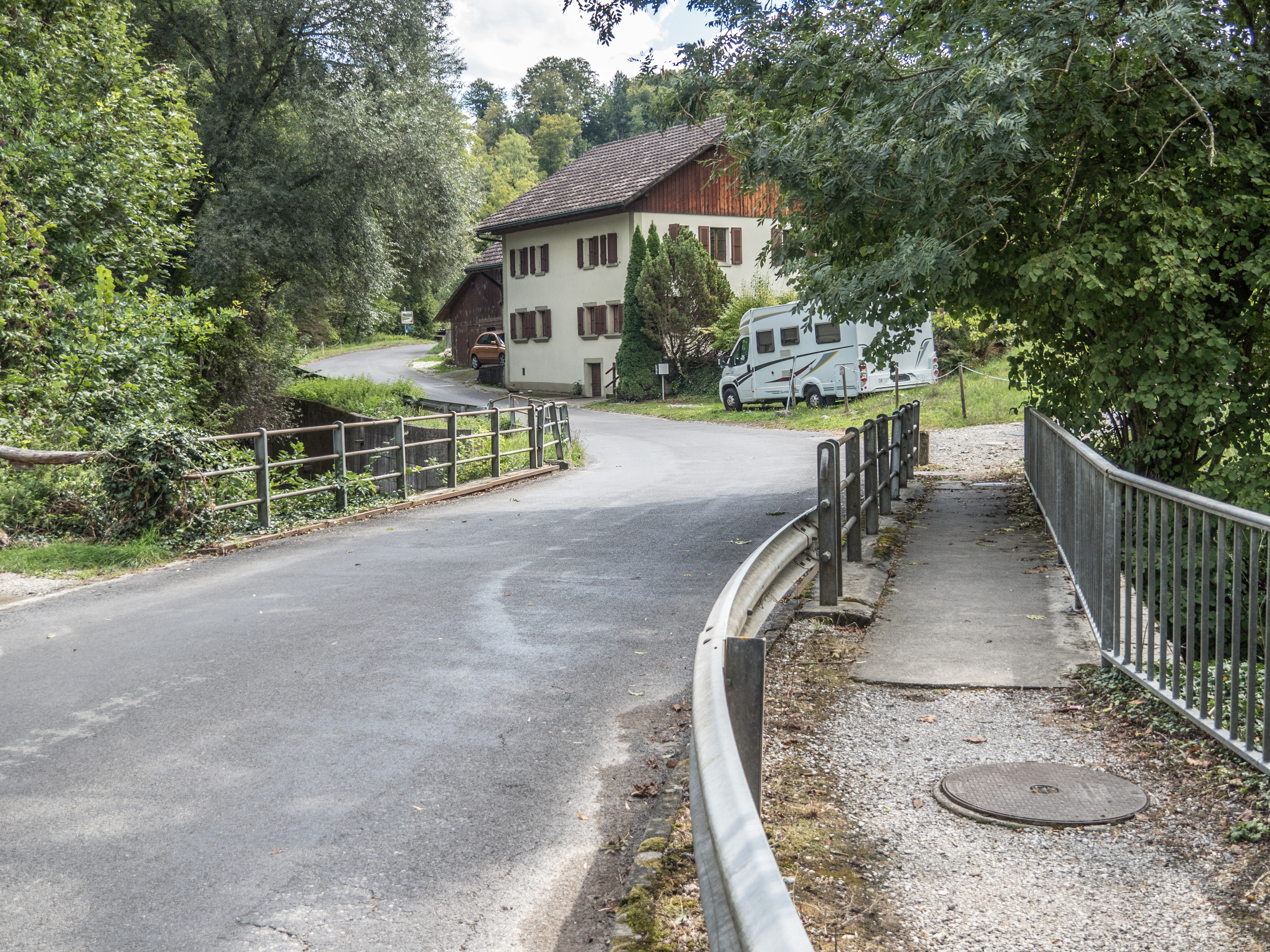
Steinbogenbrücke bei Les Arbognes

Auf ihrem Weg wird die Arbogne von rund 70 Brücken überquert. Im Weiler Les Arbognes bei Montagny befinden sich zwei schützenswerte Steinbogenbrücken.